# 姑婆寮 (高雄市)
姑婆寮，原寫為姑婆藔，是臺灣高雄市大樹區的一個傳統地域名稱，位於該區中部，並延伸至西部邊界中央略偏北側及東部邊界中央。相較於今日行政區，其範圍大致包括姑山里不含西部邊界地帶及西南部邊界地帶及東南部、大坑里不含東北端及東南端、三和里不含南部邊界地帶中央略偏西一小段、興田里西南部。

## 歷史
台灣日治初期，姑婆寮地區為一街庄，稱為「姑婆藔庄」，隸屬於觀音內里。昔日該庄北與溪埔庄為鄰，東隔淡水溪（今高屏溪）與下冷水坑庄為界，南邊及西南邊為檨仔腳庄，西北邊為前埔厝庄、牛食坑庄。
1901年（日治明治三十四年）11月，全台設置二十廳，該庄隸屬於鳳山廳。1903年（明治三十六年）6月，該庄編入「姑婆藔區」，隸屬於鳳山廳。1909年（明治四十二年）10月，合併二十廳為十二廳，姑婆藔區改隸屬於臺南廳。1920年（大正九年）10月，廢十二廳改設五州二廳，該庄改制並雅化為「姑婆寮」大字，隸屬於高雄州鳳山郡大樹庄。
戰後大樹庄改制為大樹鄉，隸屬於高雄縣，大字亦改制為村。1950年10月，高、屏分治，大樹鄉仍隸屬於高雄縣。2010年12月25日，因高雄縣市合併，大樹鄉改制高雄市大樹區，村亦改制為里。

## 聚落
本地區發展較早的聚落有姑婆藔、聖媽坑、大道公厝、竹腳厝、三腳厝、洲仔、樓仔、龍眼宅、石壁藔等，在日治期初期的官方地圖上已有記載。

## 交通
省道台29線是達卡努瓦至林園的幹道，也是楠梓仙溪流域的主要連絡道路，經過本地區洲子聚落西郊及姑婆寮聚落東郊。由該道路北行可前往旗山區、杉林區、甲仙區、那瑪夏區，並止於達卡努瓦部落內十字路口；南行可前往大樹區大樹市區、大寮區、林園區，並止於省道台17線路口（雙園大橋橋下）。
市道186甲線是大社至大坑的道路，其東側端點（終點）位於本地區大坑聚落南郊的區道高145線路口。由此（大方向）西行可前往仁武區東北端、大社區，並止於大社市區的市道186號路口。
區道高46線是鳳山厝至番仔坑的道路。
區道高145線是佛光山至大樹的道路。

## 學校
- 義守大學
- 義大國際高中
- 義大國際高中附設國民中小學
- 姑山國小

## 景點
- 義大遊樂世界

## 運動休閒
- 觀音山高爾夫球場